# 南千島海峡

北方地域周辺における南千島海峡の位置

南千島海峡（みなみちしまかいきょう、ロシア語: Ю́жно-Кури́льский пр.）は、国後島と色丹島から歯舞群島までの小千島列島との間にある太平洋の海峡のことである。
この海峡は大千島列島と小千島列島を分けており、野付水道を通って根室海峡に通じる。海峡の最小幅は水晶島と国後島との間の34.3kmである。音根別川やセヲイ川、クラヲイ川などが注ぎ込んでいる。